# Phil Daniels
Philip Daniels (Islington, Londres, 25 de outubro de 1958) é um ator britânico nascido na Inglaterra, mais conhecido por papéis como Jimmy no filme Quadrophenia, Richards em Scum, Kevin Wicks em EastEnders, e por suas colaborações com a banda de britpop Blur.